# LGA 1151
Le LGA1151 est un socket de type LGA pour processeurs Intel. Il succède au LGA 1150. Ce socket est apparu avec l'architecture Skylake qui succède à l'architecture Haswell. Il se décline en deux versions distinctes : la première révision qui prend en charge les processeurs Skylake et Kaby Lake, et la seconde révision qui prend en charge les processeurs Coffee Lake exclusivement.
Les processeurs des sockets LGA 1156, 1155, 1150, 1151 et 1200 ne sont pas compatibles entre eux. Néanmoins, leurs systèmes de refroidissement sont compatibles, car les processeurs ont les mêmes dimensions, des méthodes de construction et une production de chaleur similaires.
Son successeur est le LGA 1200.